# Banque des Médicis

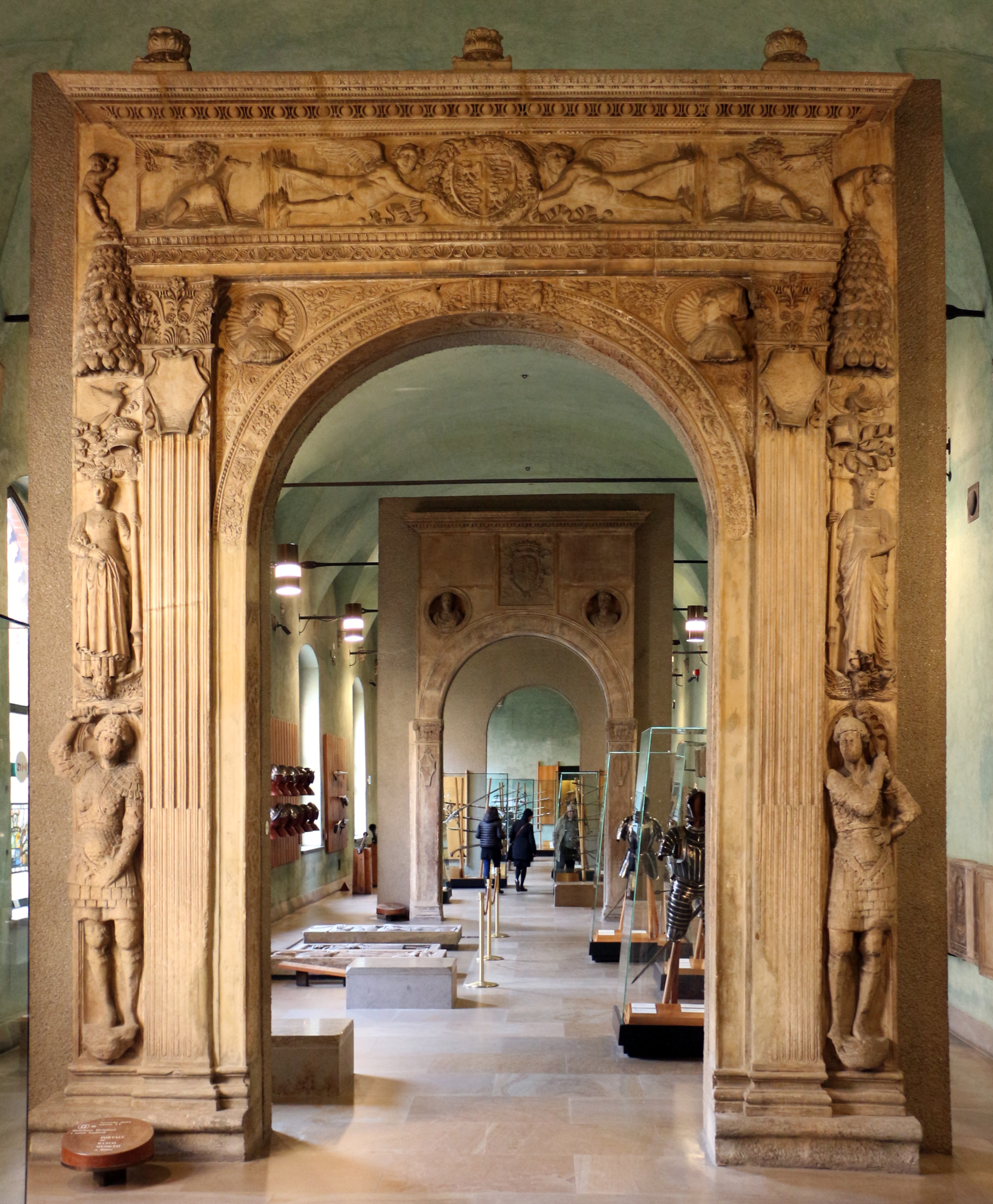
Le portail de la banque (XVe siècle) conservé au Museo d'Arte Antica de Milan.

La banque des Médicis (1397-1499), en italien : Banco dei Medici  est une institution financière créée par la famille de Médicis à Florence au cours du XVe siècle. À son époque, c'était une banque parmi les plus grandes et respectées d'Europe. Elle permit d'apporter une richesse monétaire que la famille a pu utiliser pour acquérir le pouvoir politique d'abord à Florence, puis plus tard en Italie et en Europe.
Elle participa à améliorer — et non à inventer — le système en partie double validant crédits et débits, base de la comptabilité moderne.

## Histoire
Giovanni di Bicci de Médicis est à l'origine de la banque en 1397.
En 1408, à Florence, il accroît considérablement les avoirs de sa famille et dirige activement la banque qui compte en 1408 deux filiales (Venise et Rome) et huit de plus à son apogée (Naples, Pise, Milan, Genève, Lyon, Avignon, Bruges et Londres). Il développe son activité bancaire en consentant d’énormes prêts aux souverains et aux papes, dont l'antipape Jean XXIII, qui faillit coûter à la banque une faillite retentissante : capturé par des hommes au service de l'empereur Sigismond, ce dernier demanda rançon, et la banque paya 35 000 florins d'or. Giovanni accueillit le pape déchu à Florence et la population loua le banquier d'une telle action. 
À la fin de sa vie, 90 % de ses revenus proviennent de la banque et les filiales ont pris une importance bien supérieure à celle de la maison-mère.
Laurent de Médicis dit l'Ancien continue à gérer l'affaire.
Grâce à Cosme de Médicis et à son fondé de pouvoir Giovanni Benci, la période 1435–1455 est la plus rentable de la Banque des Médicis qui devient la plus importante d'Europe au milieu du XVe siècle. Il nomme à Londres comme représentant Giovanni Tornabuoni, qui va négocier un prêt au roi Henri VI d'un montant de 120 000 florins d'or, ouvrant ainsi encore plus grand les places marchandes anglaises aux productions florentines. Il organise également en 1439 le concile de Ferrare, permettant à Florence d'accueillir des milliers de prélats venus du monde entier, extraordinaire mélange dont le commerce local bénéficie.
La prise de Constantinople par les forces ottomanes en 1453 n'est pas sans conséquences ; elle ramène à Florence d'importantes familles gréco-byzantines, détentrices d'avoirs.
Avec la mort de Cosme de Médicis (1464), et celle de Giovanni Benci, le déclin de la Banque commence. Pierre de Médicis prend avec son frère la fonction de directeur général de la banque Médicis. Le premier incident grave intervient en 1464. Les Médicis n’arriveront jamais à se faire rembourser, par Édouard IV et ses barons, l’argent qu’ils avaient été contraints de leur prêter pour obtenir l’autorisation d’exporter de la laine. La filiale de Londres sera liquidée en 1478 avec un passif de 51 333 florins. En 1466, le complot contre Pierre organisé principalement par Diotisalvi Neroni (it), vise à salir la réputation de la banque et à déclencher une vague de remboursement de créances, susceptible de vider les caisses de l'établissement. Mais Pierre parvint à déjouer le complot et rassurer la bourgeoisie. La guerre devient portant inévitable, et conduit à la bataille de la Riccardina, qui coûta une fortune. Cependant, en 1469, la banque était de nouveau solvable.
Le second incident, irrémédiable, advient après le 28 novembre 1494, conséquence de la chute des Médicis, du départ de Charles VII de France, et de la montée du parti de Savonarole, avec comme résultat, l'établissement du Grand Conseil de Florence (Consiglio Maggiore di Firenze) : la liquidation intervient en 1499.
Luca Pacioli publie en 1494, Summa de Arithmetica, Geometria, Proportioni et Proportionalità, qui fait de lui l'un des pères de la comptabilité moderne : il est fort possible qu'il emprunta une partie de son savoir à cette expérience bancaire.

## Un bilan
La banque, durant près de cent ans, réalisa plus de 50 % de ses bénéfices avec les États pontificaux, autrement dit, quand le pape désirait un prêt d'argent, selon un taux d'intérêt discrétionnaire, puisque l'usure était contraire aux principes de la chrétienté, il s'adressait aux Médicis. Pendant longtemps, jamais la papauté ne fit défaut : les remboursements arrivaient à terme. La famille sut à la longue négocier d'autres formes d'intérêt : des Médicis purent bientôt devenir candidat au Saint-Siège, là aussi non sans conséquences négatives sur le plan politique. Par ailleurs, dans la pratique courante, la banque utilise la lettre de change, qui fonctionne comme un prêt, mais dont la charge est plus lourde, étant donné que le défaut de paiement peut advenir, entre autres sur certains types de clients éloignés géographiquement de la Toscane : les négociants anglais et allemands furent les plus récalcitrants à rembourser leurs dettes. Les Médicis cherchèrent l'appui des Fugger, principale banque du Saint-Empire, ce qui ne fut jamais sans risques en termes politiques.

### Articles liés
- Fiorino
- Francesco Sassetti
- Gran Tavola
- Maison de Médicis
- Quattrocento